# Эволюционная кибернетика
Эволюционная кибернетика — наука, которая занимается исследованием эволюции биологических информационных систем и обеспечиваемых этими системами кибернетических свойств биологических организмов. Эволюционная кибернетика — это развивающаяся научная дисциплина, активно сопряженная с биофизикой сложных систем, синергологией и психофизикой сознания научное направление. Эволюция видов,  биоценоза, цивилизации и субъектсти индивида, нормы и патологии, возрастные особенности субъектности способствует глубокому познанию, предметности научно-практической биофизики сложных систем.

## Сфера исследований эволюционной кибернетики
Эволюционная кибернетика является отраслью компьютерного моделирования биофизических процессов для регистрации, анализа, прогнозирования поведения натурных и модельных систем в биофизике сложных систем.
Эволюционная кибернетика делится на две составляющие:
1. Эволюционное моделирование
  - Модели возникновения молекулярно-генетических систем
  - Модели пролиферации стволовых клеток
2. Общие модели эволюции системогенеза
  - Модели иерархичного системогенеза
  - Первичный системогенез- синергогенез
  - Эволюционные модели искусственной жизни
  - Прикладное эволюционное моделирование
3. Эволюционная психофизика сознания
  - Эволюционная кибернетика коммуникаций
  - Модели иерархии генеза в психофизике сознания
  - Модели эволюции сенсорных систем
  - Модели эволюции нейронных сетей
  - Модели первичного процессора сознания
4. Эволюция мышления
  - Теория происхождения логики
  - Модели эволюции мышления

## Перспективы развития
Развитие данной науки не только имеют большое значение в исследований эволюции биологических кибернетических систем, но и:
— просто интересно;
— важно с точки зрения теории познания;
— может служить естественно-научной основой многочисленных прикладных работ, от простых эволюционных методов оптимизации в инженерных задачах, до разработки иерархических систем управления человеческим сообществом.